# White Rabbit (album d'Egypt Central)
Pour les articles homonymes, voir White Rabbit.
Albums de Egypt Central
Egypt Central
(2011)
Singles
1. White Rabbit
Sortie : 15 février 2011
2. Kick Ass
Sortie : 18 août 2011

White Rabbit est le second album du groupe Egypt Central, sorti le 31 mai 2011. Le premier single est White Rabbit, il fut distribué aux stations de radio le 15 février 2011 et mis à disposition sur iTunes le 1er mars 2011. Un extrait de 30 secondes de l'album fut posté sur la chaîne YouTube officielle d'Egypt Central.

## Track listing
| No  | Titre                   | Durée |
| --- | ----------------------- | ----- |
| 1.  | Ghost Town              | 3:44  |
| 2.  | White Rabbit            | 3:37  |
| 3.  | Goodnight               | 3:44  |
| 4.  | Kick Ass                | 3:18  |
| 5.  | Change                  | 3:38  |
| 6.  | The Drug (Part One)     | 3:12  |
| 7.  | Down in Flames          | 3:53  |
| 8.  | Enemy Inside (Part Two) | 4:12  |
| 9.  | Blame                   | 3:19  |
| 10. | Dying to Leave          | 3:26  |
| 11. | Surrender               | 2:59  |
| 12. | Backfire                | 4:05  |

### Deluxe edition bonus tracks
| No  | Titre      | Durée |
| --- | ---------- | ----- |
| 13. | Liar       | 3:30  |
| 14. | 15 Minutes | 3:16  |

Bonus online pre-order track
| No  | Titre                   | Durée |
| --- | ----------------------- | ----- |
| 15. | White Rabbit (acoustic) |       |